# Bệnh Minamata
Bệnh Minamata (Nhật: 水俣病 (Thủy Ngũ bệnh) Hepburn: Minamata-byō), còn gọi là bệnh Chisso-Minamata (チッソ水俣病 (Trất Tố Thủy Ngũ bệnh) Chisso-Minamata-byō), là một căn bệnh thần kinh do nhiễm độc thủy ngân. Triệu chứng bao gồm mất điều hòa hoạt động, tứ chi run rẩy do yếu cơ, tầm nhìn hướng tâm bị che khuất, mất khả năng thính giác, nói khó khăn. Trường hợp nghiêm trọng có thể dẫn đến chứng điên cuồng, tê liệt, hôn mê, cuối cùng bệnh nhân tử vong sau vài tuần kể từ khởi phát triệu chứng đầu tiên. Dạng bất thường bẩm sinh của bệnh có thể ảnh hưởng đến bào thai trong bụng mẹ.
Bệnh Minamata lần đầu tiên được phát hiện ở thành phố Minamata, Kumamoto, Nhật Bản vào năm 1956. Đến năm 1968, chính phủ Nhật Bản mới ra tuyên bố rằng bệnh Minamata là do công ty Chisso làm ô nhiễm môi trường gây nên.
Nhà máy hoá học của Tập đoàn Chisso đã cho xả thải chất methyl thủy ngân (methylmecury hay thủy ngân methyla) trong chất thải công nghiệp của mình suốt từ năm 1932 đến 1968. Chất hoá học cực độc này đã tích tụ sinh học lại trong nhuyễn thể và cá ở vịnh Minamata và biển Shiranui, mà sau khi những người dân ăn phải sẽ dẫn tới ngộ độc thủy ngân. Trong khi những cái chết của chó, mèo, lợn và người diễn ra liên tục suốt 36 năm, chính phủ và công ty đã làm rất ít trong việc phòng chống ô nhiễm.
Cho đến tháng 3 năm 2001, 2,265 nạn nhân đã chính thức được xác nhận là mắc bệnh Minamata (trong đó 1,784 người đã chết) và khoảng hơn 10,000 người đã nhận được bồi thường kinh tế từ Chisso. Đến năm 2004, Tập đoàn Chisso đã chi trả 86 triệu đô la Mỹ tiền bồi thường, và cũng trong năm đó, công ty này bị yêu cầu phải rửa sạch khu vực bị ảnh hưởng. Ngày 29 tháng 3 năm 2010, một khoản thanh toán khác đã được tiến hành để bồi thường cho những nạn nhân khác mà chưa được xác nhận.
Một đợt bùng phát bệnh Minamata khác tồn tại ở tỉnh Niigata vào năm 1965. Căn bệnh Minamata ban đầu và bệnh Niigata Minamata sau này được xếp vào 2 trong số bốn căn bệnh ô nhiễm chính của Nhật Bản.

## 1908-1955
Tập đoàn Chisso cho mở xí nghiệp hoá chất đầu tiên ở Minamata vào năm 1908. Ban đầu chỉ là chế tạo phân bón, nhà máy đã đi theo xu hướng mở rộng công nghiệp hoá chất toàn quốc, tiến hành phân nhánh ra để chế tạo nhiều hoá chất trong đó có acetylen, acetaldehyde, axit acetic, vinyl chloride, và octanol. Nhà máy Minamata đã trở thành nhà máy tiên tiến nhất trong toàn nước Nhật, cả trước và sau Đế chiến thứ hai. Các chất phế thải từ quá trình sản xuất các sản phẩm này đã được xả xuống vịnh Minamata qua xí nghiệp nước thải. Sự ô nhiễm này đã có ảnh hưởng tới môi trường. Ngành công nghiệp cá đã bị ảnh hưởng khi sản lượng ít đi, và để đáp trả lại, Chisso đã đưa ra 2 khoản bồi thường riêng biệt với ngành công nghiệp cá vào năm 1926 và 1943.
Sự mở rộng nhanh chóng của xí nghiệp Minamata đã thúc đẩy nền kinh tế địa phương, khi Chiso thịnh vượng, Minamata cũng thịnh vượng theo. Có thời điểm, hơn nửa số thuế thu được của thành phố Minamata đến từ Chisso và người làm, và công ty Chisso cùng những chi nhánh của mình đã cung cấp một phần tư tổng số việc làm của Minamata. Minamata thậm chí đã được phong là "thị trấn thành trì" của Chisso để ám chỉ như những thành phố đứng đầu của vua chúa phong kiến đã trị vì Nhật Bản trong suốt thời kì Edo.
Nhà máy Chisso Minamata bắt đầu sản xuất acetaldehyde vào năm 1932, với sản lượng 210 tấn hàng năm. Cho đến năm 1951, tổng sản lượng đã lên đến 6,000 tấn một năm và đạt kỉ lục 45,245 tấn vào năm 1960. Trong suốt giai đoạn đó, tổng sản lượng của nhà máy luôn vào khoảng một phần tư cho đến một phần ba tổng sản lượng acetaldehyde của Nhật Bản. Phản ứng hoá học dùng để chế tạo ra acetaldehyde có sử dụng thủy ngân sulfat làm chất xúc tác. Bắt đầu từ tháng 8 năm 1951 chất cộng xúc tác được thay thế từ mangan dioxide (manganese dioxide) thành sắt sulfide (ferric sulfide). Một phản ứng phụ của vòng xúc tác đã tạo ra một sản lượng nhỏ hợp chất thủy ngân vô cơ, tên là methyl thủy ngân (methylmercury). Hợp chất cực độc này đã được xả vào vịnh Minamata từ khi nhà máy thay thế chất cộng xúc tác từ năm 1951 cho đến khi quá trình này bị ngưng vào năm 1968.

## 1956-1959
Vào ngày 21 tháng 4 năm 1956, một bé gái 5 tuổi đã được xét nghiệm tại bệnh viện xí nghiệp của tập đoàn Chisso ở Minamata, Kumamoto, một thị trấn nẳm ở bờ tây của hòn đảo phía nam của Kyushu. Các bác sĩ đã bối rối trước những triệu chứng của cô bé: khó khăn khi đi lại, khó khăn khi nói năng, và mắc chứng co giật. Hai ngày sau đó, chị gái của cô bé bắt đầu có những biểu hiện tương tự và cũng đã nhập viện. Mẹ của 2 bé gái đã thông báo với các bác sĩ là con gái của hàng xóm bà cũng có những biểu hiện tương tự. Sau khi điều tra từng gia đình, tám bệnh nhân khác cũng đã được phát hiện và nhập viện. Vào ngày 1 tháng 5, giám đốc bệnh viện đã báo cáo lại tới văn phòng sức khoẻ cộng đồng của địa phương rằng đã phát hiện ra một bệnh dịch của hệ thần kinh trung ương mà chưa được biết đến, đánh dấu cho sự phát hiện chính thức căn bệnh Minamata.
Để điều tra bệnh dịch, chính quyền thành phố và một vài chuyên viên y tế khác đã lập ra Uỷ ban đối phó căn bệnh lạ (奇病対策委員会 Kibyō Taisaku Iinkai) vào cuối tháng 5 năm 1956. Do đặc tính xuất hiện trong địa phương của căn bệnh, nó đã bị nghi ngờ là lây nhiễm và các bệnh nhân đã được cẩn thận cách ly và tẩy uế nhà cửa. Mặc dù căn bệnh sau đó đã được xác định là không bị lây nhiễm, phản ứng ban đầu này đã tạo ra sự kì thị và xa lánh của người dân địa phương đối với các nạn nhân Minamata. Trong quá trình điều tra, uỷ ban đã phát hiện ra một tình tiết bất ngờ khi thấy những biểu hiện bất thường của mèo và các sinh vật sống khác trong khu vực xung quanh nhà của các bệnh nhân. Từ khoảng năm 1950 trở lại, những con mèo đã bị phát hiện là có triệu chứng co giật, điên loạn và chết. Người dân địa phương gọi đó là "căn bệnh mèo nhảy" (猫踊り病 neko odori byō), dựa trên những hành động co giật của chúng. Quạ chết rơi xuống từ trên trời, rong biển không mọc ở đáy biển nữa, và cá chết nổi hàng loạt trên mặt biển. Khi hiểu rằng cơn bùng phát đang lan rộng, uỷ ban đã mời những nhà nghiên cứu từ Trường đại học Kumamoto đến giúp.
Nhóm nghiên cứu trường đại học Kumamoto đã được thành lập vào ngày 24 tháng 8 năm 1956. Những nhà nghiên cứu từ trường y bắt đầu đến thăm Minamata thường xuyên và cho những bệnh nhân vào bệnh viện của trường để tiến hành xét nghiệm chi tiết. Một bức tranh phức tạp hơn về các triệu chứng biểu hiện của người bệnh đã được phát hiện rõ hơn. Căn bệnh phát triển không có bất kì báo hiệu gì trước, người bệnh chỉ than phiền về sự mất cảm giác, tê liệt ở tay và chân. Sau đó họ bắt đầu không thể cầm nắm những vật dụng nhỏ hay đóng cúc khoá. Họ cũng không thể chạy hay đi mà không nghiêng ngả, giọng nói thì thé hơn, và rất nhiều người bệnh phàn nàn rằng họ gặp vấn đề khó nhìn, nghe và nuốt. Nhìn chung, những triệu chứng này ngày càng trầm trọng và dẫn tới những triệu chứng co giật mạnh, hôn mê, và cuối cùng là chết. Cho đến tháng 10 năm 1956, 40 bệnh nhân đã được phát hiện, 14 trong số họ đã chết với tỷ lệ chết đáng báo động là 35%.

### Truy tìm nguyên nhân căn bệnh
Các nhà nghiên cứu của trường đại học Kumamoto đã bắt đầu tập trung vào nguyên nhân của căn bệnh lạ. Họ phát hiện ra rằng những nạn nhân, thường là thành viên của cùng chung một gia đình, thường tập trung ở những thôn xóm bắt cá dọc bờ vịnh Minamata. Thực phẩm thiết yếu của các nạn nhân là các loại cá và nhuyễn thể từ vịnh Minamata. Những con mèo trong khu vực cũng thường ăn thức ăn thừa của gia đình, và đã chết vì những triệu chứng tương tự mà giờ đây được tìm thấy ở người. Điều này khiến các nhà nghiên cứu tin rằng nguyên nhân của cơn bùng phát là ngộ độc thực phẩm, mà trong đó cá và nhuyễn thể đã bị trúng độc là nghi vấn chính.
Ngày 4 tháng 11, nhóm nghiên cứu đã đưa ra báo cáo đầu tiên: "Bệnh Minamata được xác định là bệnh ngộ độc kim loại nặng, chủ yếu được đưa vào cơ thể người qua cá và nhuyễn thể".

### Sự phát hiện ra thủy ngân
Ngay khi kết quả điều tra xác định kim loại nặng là chất gây ra căn bệnh, nguồn nước thải của nhà máy Chiso đã bị nghi ngờ là nguồn gốc của các chất đó. Các phân tích của chính công ty đã cho thấy rằng chất thải của nhà máy chứa rất nhiều kim loại nặng với nồng độ cao đến mức có thể làm suy thoái môi trường, trong đó bao gồm chì, thủy ngân, mangan, asen, tali và đồng, cộng với selen nhóm nguyên tố 16. Việc xác minh chất độc nào là thủ phạm dẫn tới căn bệnh đã tỏ ra là vô cùng khó khăn và tốn thời gian. Suốt năm 1957 và 1958, rất nhiều các giả thiết khác nhau đã được đưa ra từ các nhà nghiên cứu. Ban đầu, mangan được cho là nguyên nhân gây ra căn bệnh do nồng độ cao được tìm thấy trong cá và các cơ quan của những người đã chết. Giả thuyết về tali, selen và một vài các chất ô nhiễm khác cũng đã được đưa ra, nhưng đến tháng 3 năm 1958, nhà thần kinh học người Anh Douglas McAlpine đã đưa ra giả thuyết là các triệu chứng Minamata là tương tự với các triệu chứng của nhiễm độc thủy ngân hữu cơ, và từ đó tập trung hướng nghiên cứu vào thủy ngân.
Tháng 2 năm 1959, sự phân bố của thủy ngân ở vịnh Minamata đã được điều tra. Kết quả đã làm kinh ngạc các nhà nghiên cứu. Một lượng lớn thủy ngân đã được tìm thấy ở cá, nhuyễn thể và cặn bùn của vịnh. Nồng độ cao nhất tập trung xung quanh ống thoát nước thải của nhà máy Chisso đặt tại vịnh Hyakken và giảm dần khi đi ra xa biển, điều này chứng tỏ rõ ràng là nhà máy chính là nguồn gây ra ô nhiễm. Mức độ ô nhiễm đã nặng đến mức ở cửa miệng của ống xả thải, một con số 2 kg thủy ngân trên một tấn trầm tích đã được ghi nhận: mức độ đủ cao để có thể bắt đầu khai thác thủy ngân. Thật vậy, Chisso sau này đã bắt đầu tiến hành một bộ phận phụ khai thác và bán thủy ngân lấy được từ bùn đáy đó.
Mẫu tóc cũng đã được lấy từ nạn nhân mắc bệnh và dân thường sống tại Minamata. Ở người bệnh, mức độ thủy ngân cao nhất được ghi nhận là 705 ppm (phần triệu) cho thấy mức phơi nhiễm rất nặng, và ở người dân thường của Minamata là 191 ppm (phần triệu), so với mức trung bình 4 ppm của một người dân bình thường sống ngoài khu vực Minamata.
Vào ngày 12 tháng 11 năm 1959, phân ban ngộ độc thực phẩm Minamata của Bộ y tế và phúc lợi Nhật Bản đã cho công bố kết quả:
"Bệnh Minamata là một bệnh ngộ độc đã ảnh hưởng chính tới hệ thần kinh trung ương và bị gây ra bởi tiêu thụ một lượng lớn cá và nhuyễn thể sống ở vịnh Minamata và khu vực lân cận, tác nhân gây hại chính được xác định là một hợp chất thủy ngân hữu cơ nào đó."

## 1959
Trong suốt quá trình điều tra của các nhà nghiên cứu của trường đại học Kumamoto, hợp chất gây ra căn bệnh đã được xác định là kim loại nặng và nhà máy Chisso đã bị cho là nguồn gốc gây ra ô nhiễm. Chisso đã xem xét kĩ lưỡng và đã làm chệch hướng chỉ trích bằng việc thay đổi đường ống thoát chất thải. Chisso ý hiểu về tác hại phá huỷ môi trường của nước thải của mình và cũng ý thức rất rõ rằng tập đoàn là nghi phạm chính của cuộc điều tra của căn bệnh Minamata. Bất chấp tất cả, từ tháng 8 năm 1958, thay vì xả thải vào vịnh Hyakken (tâm điểm của cuộc điều tra và là nguồn gốc gây ra sự ô nhiễm), Chisso cho xả nước thải trực tiếp vào sông Minamata. Ảnh hưởng ngay lập tức xảy ra là cái chết của cá ở cửa miệng sông, và từ khi đó, những nạn nhân mới của bệnh Minamata đã bắt đầu xuất hiện ở cả những làng cá khác dọc trên và dưới bờ biển của biển Shiranui, kèm theo khu vực bị ô nhiễm lan rộng ra khu vực rộng lớn khác.
Chisso đã thất bại trong việc hợp tác cùng với đội điều tra của trường đại học Kumamoto. Công ty này đã bưng bít thông tin về các quá trình công nghiệp của họ, buộc các nhà nghiên cứu phải suy đoán các nhà máy sản xuất cái gì và theo phương thức nào. Giám đốc bệnh viện của nhà máy Chisso, Hajime Hosokawwa, đã cho thành lập một phòng thí nghiệm thuộc bộ phận nghiên cứu của nhà máy để tiến hành những thí nghiệm riêng của mình về bệnh Minamata vào tháng 7 năm 1959. Những con mèo khoẻ mạnh đã được cho ăn với thức ăn có cho thêm nước thải của nhà máy. Bảy mươi tám ngày sau thí nghiệm đó, con mèo số 400 đã có những triệu chứng của bệnh Minamata và được xét nghiệm bệnh lý học xác minh lại chẩn đoán về ngộ độc thủy ngân hữu cơ. Công ty đã không cho công bố kết quả quan trọng này tới các nhà điều tra và yêu cầu Hosokawa ngừng nghiên cứu của ông lại.
Trong nỗ lực phá hoại lý thuyết về ngộ độc thủy ngân hữu cơ của các nhà nghiên cứu trường đại học Kumamoto, Chisso và các bên liên quan có chung lợi ích khi nhà máy còn mở cửa (trong đó có Bộ ngoại thương và công nghiệp và Hiệp hội công nghiệp hoá học Nhật Bản) đã chi thêm tiền cho nghiên cứu các nguyên nhân có thể gây ra căn bệnh khác ngoài chất thải của chính công ty họ.

### Khoản bồi thường cho các ngư dân và bệnh nhân, 1959
Nguồn nước bị ô nhiễm đã làm tổn hại nặng nề nền công nghiệp cá xung quanh Minamata kể từ khi nhà máy Chisso được mở cửa vào năm 1908. Hợp tác xã bắt cá Minamata đã tìm được cách thắng một khoản tiền gọi là "tiền thông cảm" (見舞い金 mimaikin) từ công ty vào năm 1926 và lần thứ hai vào năm 1943; nhưng sau cơn bùng phát của căn bệnh Minamata, tình trạng đánh bắt cá đã trở nên đặc biệt khó khăn. Sản lượng cá bắt được giảm tới 91% từ năm 1953 đến 1957. Chính quyền tỉnh Kumamoto đã ban hành một lệnh cấm cục bộ về việc bán cá bắt được trong vùng vịnh Minamata bị ô nhiễm nặng. Một lệnh cấm toàn bộ vào thời điểm đó sẽ ép buộc một cách hợp pháp công ty phải bồi thường cho ngư dân. Hợp tác xã đánh bắt cá đã phản kháng chống lại Chiso và giận dữ kéo đến công ty vào ngày 6 và 12 tháng 8 để đòi khoản bồi thường. Một hội đồng đã được lập ra bởi thị trưởng Minamata, Todomu Nakamura đứng ra làm trung gian giữa hai bên, nhưng hội đồng này đã được sắp đặt trước với nhiều người đứng về bên công ty. Vào ngày 29 tháng 8, hợp tác xã đã đồng ý bản đề nghị của hội đồng hoà giải, nói rằng: "Để chấm dứt nỗi bức xúc của người dân, chúng tôi đành nuốt nước mắt vào lòng và chấp nhận". Công ty đã trả cho hợp tác xã 20 triệu yên (tương đương 55,600 đô la Mỹ) và lập ra một quỹ 15 triệu yên (41,700 đô la Mỹ) để xúc tiến việc phục hồi lại nghề cá.
Từ sau khi thay đường ống xả thải vào năm 1958, sự ô nhiễm đã lan rộng lên khu vực trên và dưới biển Shiranui, cũng làm thiệt hại công nghiệp cá ở đó. Được khuyến khích bởi sự thành công của một hợp tác xã nhỏ Minamata, Liên hiệp các hợp tác xã của tỉnh Kumamoto cũng quyết định đòi khoản bồi thường từ Chisso. Ngày 17 tháng 10, 1500 ngư dân từ khối liên hiệp kéo nhau đến công ty đòi khoản bồi thường. Khi việc làm này không đạt được kết quả gì, những hội viên của Liên hiệp tổ chức chiến dịch lên tận Tokyo, đạt được một chuyến thăm chính thức tới Minamata của thành viên của quốc hội. Trong chuyến viếng thăm vào ngày 2 tháng 11, các thành viên của Liên hiệp đã kéo nhau đến công ty và làm náo loạn, gây ra rất nhiều thương tích và 10 triệu yên (27,800 đô la Mỹ) tiền tổn hại. Bạo động đã được lan rộng trong giới truyền thông, khiến cả đất nước chú ý tới vấn đề Minamata lần đầu tiên kể từ khi cơn bùng phát bắt đầu. Một hội đồng thoả hiệp khác đã được lập ra, và một hiệp định đã được chốt lại và ký kết vào ngày 17 tháng 12. 25 triệu yên "tiền thông cảm" đã được trả cho liên hiệp và một khoản quỹ 65 triệu yên để phục hồi nghề cá đã được thiết lập.
Vào năm 1959, nạn nhân của bệnh Minamata đã ở vào vị trí yếu hơn rất nhiều so với những người ngư dân. "Hội chung tay giúp đỡ các gia đình bệnh nhân mắc bệnh Minamata" vừa mới thành lập và còn bị chia rẽ hơn rất nhiều so với các hợp tác xã đánh bắt cá. Các gia đình bệnh nhân còn là nạn nhân của phân biệt đối xử và tẩy chay trong chính nơi mà họ sinh sống. Người dân địa phương đã cảm thấy rằng công ty (và cả thành phố của họ khi mà phụ thuộc rất nhiều vào nó) đang đối mặt với sự huỷ hoại kinh tế. Đối với một vài bệnh nhân, sự tẩy chay này của cộng đồng còn đáng sợ hơn cả căn bệnh mà họ gặp phải. Sau khi bắt đầu một cuộc biểu tình ngồi ở cổng nhà máy vào tháng 11 năm 1959, các bệnh nhân đã yêu cầu thống đốc tỉnh Kumamoto Hirosaku Teramoto để đính kèm các yêu cầu bồi thường của bệnh nhân vào quá trình hoà giải đang diễn ra với liên hiệp đánh bắt cá của tỉnh. Chisso đồng ý và sau một vài tuần thoả hiệp thêm, sự đồng ý về một khoản "tiền thông cảm" khác đã được ký. Những người bệnh đã được xác định bởi hội đồng của Bộ y tế và phúc lợi sẽ được bồi thường: Bệnh nhân trưởng thành nhận được 100,000 yên (278 đô la Mỹ) một năm; trẻ em nhận được 30,000 yên (83 đô la Mỹ) một năm, và các gia đình có bệnh nhân đã chết có thể nhận một khoản tiền một lần là 320,000 yên (889 đô la Mỹ).

### Việc xử lý chất thải
Vào ngày 21 tháng 10 năm 1959, Chisso đã được yêu cầu bởi Bộ ngoại thương và công nghiệp, chuyển đường ống nước thải của mình từ sông Minamata về lại cảng Hyakken và yêu cầu tăng nhanh tiến độ lắp đặt hệ thống xử lý chất thải ở nhà máy. Chisso đã cho lắp đặt hệ thống lọc Cyclator vào ngày 19 tháng 12 năm 1959, và cho khai trương hệ thống này với một buổi lễ đặc biệt. Chủ tịch của Chisso lúc bấy giờ, Kiichi Yoshioka, đã uống một cốc nước được cho là đã được xử lý qua Cylator để chứng tỏ rằng nguồn nước là an toàn. Thực tế, nước thải từ nhà máy sản xuất acetaldehyde, mà công ty biết rõ là có chứa thủy ngân và dẫn tới căn bệnh Minamata khi cho mèo ăn, vẫn không được xử lý qua Cyclator thời gian đó. Bằng chứng từ các thử nghiệm sau này với căn bệnh Niigata Minamata đã chứng minh rằng, Chisso đã biết trước rằng Cyclator hoàn toàn không hiệu quả: "Bể lọc đã được lắp đặt như là một giải pháp có tính chất xã hội và không hề có tác dụng làm giảm thủy ngân hữu cơ."
Mánh khoé lừa bịp đó đã có tác dụng và hầu hết tất cả các bên liên quan đối với căn bệnh Minamata đã bị đánh lừa và tin rằng chất thải của nhà máy đã được lọc sạch từ tháng 12 năm 1959 trở đi. Niềm tin đó được lan rộng, người dân cho là các bác sĩ sẽ không có thêm bệnh nhân khác xuất hiện, việc này kéo theo một loạt các vấn đề khác trong những năm tiếp theo, khi mà tình trạng ô nhiễm vẫn tiếp tục. Trong suy nghĩ của nhiều người lúc đó, vấn đề về căn bệnh Minamata đã được giải quyết.

## 1959-1969
Những năm giữa loạt giao kèo "tiền thông cảm" đầu tiên vào năm 1959 và sự bắt đầu các hành động tố cáo đầu tiên chống lại Chisso vào năm 1969 được gọi là "mười năm của sự yên lặng". Thực tế, có rất nhiều các hoạt động giữa bệnh nhân và ngư dân đã diễn ra trong giai đoạn này, nhưng không có hoạt động nào có sức ảnh hưởng đủ mạnh đến các hoạt động của nhà máy hay gây sự chú ý của Minamata trên truyền thông toàn quốc.

### Tiếp tục bị ô nhiễm
Thực tế đã xảy ra hoàn toàn ngược lại với giả thiết chung của hầu hết mọi người, các phương tiện xử lý chất thải đã được lắp đặt từ tháng 12 năm 1959 không có hiệu quả trong việc làm giảm mức thủy ngân hữu cơ được xả xuống biển Shiranui. Mức độ ô nhiễm và căn bệnh nó gây ra tiếp tục lan rộng. Chính quyền tỉnh Kumamoto và Kagoshima đã làm một cuộc khảo sát chung vào cuối năm 1960 và đầu năm 1961 về mức độ thủy ngân trong tóc của người sống dọc biển Shiranui. Kết quả cho thấy thủy ngân hữu cơ đã lan rộng ra khắp biển nội địa và người dân vẫn tiếp tục bị đầu độc bởi cá nhiễm độc. Hàng trăm người đã bị phát hiện là có mức thủy ngân cao hơn 50 ppm trong tóc của họ, mức độ có thể dẫn tới tổn thương thần kinh. Kết quả cao nhất đã ghi nhận được là 920 ppm ở một người phụ nữ ở đảo Goshonoura.
Chính quyền 2 tỉnh đã không công bố những kết quả này và không làm gì sau những cuộc khảo sát đó. Những người tham gia hiến tặng mẫu tóc của họ đã không được cho biết kết quả, kể cả khi họ đã yêu cầu. Một cuộc nghiên cứu sau đó đã phát hiện ra rất nhiều trong số họ đã chết "không rõ nguyên nhân".

### Bệnh Minamata bẩm sinh
Các bác sĩ địa phương và cán bộ y tế đã phát hiện ra rằng trong một thời gian dài, tần suất cao xuất hiện bệnh bại não và các rối loạn chức năng ở trẻ con ở khu vực Minamata. Vào năm 1961, một số các chuyên gia y tế trong số đó có Masazumi Harada (sau này nhận được huân chương danh dự từ Liên hiệp quốc cho những công trình nghiên cứu của ông về bệnh Minamata) đã tiến hành xét nghiệm lại các trẻ đã bị chẩn đoán là bại não. Các triệu chứng của trẻ em lặp lại y hệt các triệu chứng của người lớn mắc bệnh Minamata, nhưng mẹ của các em không có biểu hiện mắc bệnh. Thực tế các em bé này đã được sinh ra sau đợt bùng phát đầu tiên và chưa bao giờ ăn cá bị nhiễm độc đã khiến mẹ các bé tin rằng con mình không thể là nạn nhân. Thời gian đó, y học tin rằng nhau thai của người mẹ có thể bảo vệ bào thai khỏi độc tố trong máu, điều này là đúng với hầu hết các hoá chất. Điều mà chưa được biết vào thời gian đó là thực tế xảy ra hoàn toàn ngược lại với thủy ngân metyla: nhau thai tách thủy ngân ra khỏi máu người mẹ và tập trung lại ở bào thai.
Sau vài năm nghiên cứu và khám nghiệm tử thi của 2 trẻ em, các bác sĩ đã công bố rằng những em bé này đã phải chịu đựng một dạng bẩm sinh chưa được biết đến của bệnh Minamata. Một xác nhận hội đồng đã họp nhóm lại vào ngày 29 tháng 11 năm 1962 và đồng ý rằng 2 trẻ em đã chết đó và 16 các em bé khác vẫn còn sống cần được xác nhận là bệnh nhân, và được nhận khoản bồi thường từ Chisso theo pháp lý, căn cứ theo hiệp định ký kết năm 1959.

### Sự bùng phát của bệnh Niigata Minamata
Căn bệnh Minamata bùng phát lần nữa vào năm 1965, lần này là ở dọc bờ con sông Agano ở tỉnh Niigata. Nhà máy gây ô nhiễm (sở hữu bởi Showa Denko) đã sử dụng quá trình hoá học trong đó sử dụng thủy ngân xúc tác, tương tự như quá trình đã được dùng bởi Chisso ở Minamata. Tương tự như ở Minamata, từ mùa thu 1964 đến mùa xuân 1965, mèo sống dọc bờ sông Agano đã bị phát hiện là trở lên điên dại và chết. Trước đó, các bệnh nhân xuất hiện với những triệu chứng tương tự như bệnh nhân sống ở biển Shiranui, và đợt bùng phát được đưa ra công chúng vào ngày 12 tháng 6 năm 1965. Các nhà nghiên cứu từ Nhóm nghiên cứu của trường đại học Kumamotot và Hajime Hosokawa (người giám đốc bệnh viện giờ đã nghỉ hưu khỏi Chisso vào năm 1962) đã sử dụng những kinh nghiệm của họ, áp dụng vào đợt bùng phát ở Niigata. Vào tháng 8 năm 1966, một bản báo cáo đã được đưa ra chứng tỏ sự làm ô nhiễm của Showa Denko là nguyên nhân dẫn đến căn bệnh Minamata lần thứ 2.
Không như các bệnh nhân ở Minamata, các nạn nhân của sự làm ô nhiễm do Showa Denko gây ra sống ở khu vực cách khá xa nhà máy, và không có một sự liên hệ đặc biệt nào tới công ty. Do đó, cộng đồng địa phương đã ủng hộ nhiều hơn các nhóm của các bệnh nhân và đơn thưa kiện công ty đã được gửi đi vào tháng 3 năm 1968, chỉ 3 năm sau khi phát hiện ra căn bệnh.
Các sự kiện xảy ra ở Niigata đã xúc tác một sự thay đổi lớn trong phản ứng đối với sự cố Minamata đầu tiên. Các nghiên cứu khoa học ở Niigata đã buộc một cuộc rà soát lại các nghiên cứu ở Minamata và quyết định của các bệnh nhân Niigata khi kiện công ty gây ô nhiễm đã khiến cho phản ứng tương tự được cân nhắc ở Minamata. Masazumi Harada đã nói rằng, "bạn nghe có vẻ thấy lạ, nhưng thực sự là nếu mà căn bệnh Minamata thứ hai này không xảy ra, sự tiến triển của y tế và xã hội có được lúc này ở Kumamoto ... là không thể có được."
Trong khoảng thời gian đó, 2 căn bệnh liên quan đến ô nhiễm khác cũng đang lên đầu các trang báo ở Nhật Bản. Nạn nhân của bệnh xuyễn Yokkaichi và bệnh itai itai đã cùng nhau lập các nhóm dân và đệ đơn kiện chống lại các công ty gây ô nhiễm lần lượt vào tháng 9 năm 1967 và tháng 3 năm 1968. Các căn bệnh này sau này được biết đến là bốn căn bệnh ô nhiễm chính của Nhật Bản.
Chậm mà chắc, tình hình ở Minamata và Nhật Bản nói chung đã bị thay đổi. Các bệnh nhân Minamata thấy rằng cộng đồng dần dần trở nên lắng nghe và thấu hiểu khi mười năm gần trôi qua. Điều này lên đến cực điểm vào năm 1968 với sự thành lập ở Minnamata của "Hội đồng của công dân chống lại căn bệnh Minamata", và đã trở thành lực lượng ủng hộ chính từ dân chúng tới các bệnh nhân Minamata. Một trong những thành viên sáng lập của hội đồng là Michiko Ishimure, một người phụ nữ nội trợ địa phương và cũng là nhà thơ, người mà sau năm đó đã xuất bản "Mảnh đất thuần khiết, bờ biển bị ô nhiễm: căn bệnh Minamata của chúng ta," (苦海浄土―わが水俣病 Kugai Jōdo: Waga Minamatabyō?) cuốn sách tiểu luận bằng thơ đã nhận được sự hoan nghênh của toàn quốc.

## 1969-1973

### Sự thừa nhận chính thức của chính quyền
Cuối cùng thì vào ngày 26 tháng 9 năm 1968 – 12 năm sau sự phát hiện lần đầu tiên của căn bệnh (và 4 tháng sau khi Chisso ngừng sản xuất acetaldehyde có sử dụng thủy ngân xúc tác) – chính phủ đã ban hành một bản kết luận chính thức về nguyên nhân của bệnh Minamata:
"Bệnh Minamata là căn bệnh thuộc về hệ thần kinh trung ương, bị đầu độc bởi việc tiêu thụ lâu dài, và trên lượng lớn cá và nhuyễn thể ở Vịnh Minamata. Tác nhân gây độc là thủy ngân metyla (methyl thủy ngân). Thủy ngân metyla tạo ra từ xưởng axit acetic acetaldehyde của nhà máy Minamata của Shin Nihon Chisso đã được xả vào trong nước thải của nhà máy... Các bệnh nhân Minamata xuất hiện cuối cùng vào năm 1960, và cơn bùng phát đã chấm dứt. Việc này được nhận định là nhờ sự tiêu thụ cá và nhuyễn thể từ Vịnh Minamata đã bị cấm vào năm 1957, và thực tế là công ty đã đặt thiết bị xử lý chất thải vào tháng 1 năm 1960."
Kết luận trên có chứa rất nhiều các điểm sai sót: việc ăn cá và nhuyễn thể từ rất nhiều khu vực của biển Shiranui, chứ không phải chỉ có Vịnh Minamat, đều có thể dẫn tới căn bệnh; ăn một lượng nhỏ, hay lượng lớn cá bị bệnh trong một thời gian dài đều cho thấy những triệu chứng; và thực tế là cơn bùng phát chưa được dập tắt vào năm 1960 cũng như các thiết bị xử lý chất thải đã được lắp đặt vào tháng 1 năm 1960 đã không lọc được thủy ngân. Tuy nhiên, sự tuyên bố của chính quyền đã mang lại một cảm giác nguôi ngoai cho một số lớn các nạn nhân và gia đình họ. Nhiều người cảm thấy đã được chứng minh sau một thời gian dài đấu tranh để buộc Chisso phải gánh chịu trách nhiệm của mình khi đã gây ra căn bệnh, và họ đã thể hiện những lời cảm ơn khi cảnh ngộ của họ đã được nhìn nhận bởi những người cấp trên trong xã hội của họ. Cuộc chiến đấu giờ đây là tập trung vào làm tăng thêm số người đáng ra có thể được nhận bồi thường.

### Đấu tranh để nhận được thoả hiệp mới
Dựa vào những thông tin đã được công bố của chính quyền, các bệnh nhân trong "Hội chung tay giúp đỡ" đã đứng lên yêu cầu một bản thoả hiệp bồi thường khác với Chisso và nộp yêu cầu của mình vào ngày 6 tháng 10. Công ty đã trả lời lại rằng điều đó là rất khó để có thể đánh giá thế nào là khoản bồi thường hợp lý và yêu cầu chính phủ thành lập một uỷ ban phân xử để quyết định. Lời đề nghị này đã chia rẽ các thành viên trong đoàn thể của Hội những người bệnh nhân, rất nhiều người trong số họ đã vô cùng lo lắng khi phải đặt số phận của họ vào một bên thứ ba, điều mà họ đã làm suốt từ năm 1959 đến giờ và kết quả đạt được rất là rất đáng buồn. Khi cuộc họp được diễn ra vào ngày 5 tháng 4 năm 1969, những ý kiến trái ngược nhau trong đoàn thể hội đã không thể đi đến thống nhất và tổ chức bị tách ra thành nhóm thoả hiệp (gồm những người đồng ý chấp nhận thành lập uỷ ban phân xử) và nhóm tố tụng (gồm những người quyết định sẽ kiện nhà máy). Mùa hè năm đó, Chisso đã gửi quà tới các gia đình nạn nhân đã chọn việc phân xử thay vì đi kiện.
Một uỷ ban phân xử đã được thành lập đúng hẹn bởi Bộ y tế và phúc lợi vào ngày 25 tháng 4, nhưng mà phải mất gần 1 năm để họ có thể vẽ ra bản nháp cho kế hoạch bồi thường. Một bài báo đã hé lộ vào tháng 3 năm 1970 rằng uỷ ban phân xử sẽ yêu cầu Chisso chỉ phải trả 2 triệu yên (5,600 đô la Mỹ) cho các nạn nhân đã chết và từ 140,000 cho đến 200,000 yên (390 đến 560 đô la Mỹ) hàng năm cho các bệnh nhân còn sống. Nhóm phân xử đã vô cùng chán nản khi nhìn thấy những con số đề nghị đó. Các bệnh nhân và những người ủng hộ của nhóm kiện tụng đã cùng nhau làm đơn thỉnh cầu uỷ ban cho một sự thoả thuận công bằng hơn. Uỷ ban phân xử tuyên bố kế hoạch bồi thường của họ vào ngày 25 tháng 5 trong một phiên họp náo loạn ở Bộ y tế và phúc lợi tại Tokyo. Mười ba người phản kháng đã bị bắt. Thay vì chấp nhận bản thoả hiệp như họ đã hứa, nhóm thoả hiệp đã yêu cầu đòi tăng sự trợ cấp. Uỷ ban phân xử buộc phải thay đổi kế hoạch của họ và các bệnh nhân đã ngồi chờ bên trong toà nhà của bộ trong suốt 2 ngày khi họ làm việc. Sự thoả thuận cuối cùng đã được ký kết vào ngày 27. Khoản bồi thường cho những người đã chết được tăng từ 1.7 triệu yên lên 4 triệu yên (4,700 đô la Mỹ lên 11,100), một khoản tiền trả một lần từ 1 triệu cho đến 4.2 triệu yên ($2,760 đến $11,660) và khoản bồi thường hàng năm dao động trong khoảng 170,000 và 380,000 ($470 đến $1,100) cho những người còn sống. Trong ngày ký kết, hội đồng của Nhân dân thành phố Minamata đã tiến hành phản đối bên ngoài các cánh cổng của nhà máy Minamata.
Nhóm tố tụng, đại diện cho 41 người bệnh đã nhận được chứng chỉ (17 người trong số đó đã chết) trong 28 hộ gia đình, đã đưa đơn kiện chống lại Chisso tới toà án tỉnh Kumamoto vào ngày 14 tháng 6 năm 1969. Người đứng đầu trong nhóm, ông Eizō Watanabe (người thủ lĩnh trước kia của Hội chung tay giúp đỡ), đã tuyên bố "Ngày hôm nay, và từ nay trở đi, chúng ta sẽ chiến đấu chống lại quyền lực của nhà nước." Họ, những người đã quyết định kiện công ty, đã phải chịu những áp lực vô cùng lớn để từ bỏ vụ kiện của mình. Một người phụ nữ trong số họ đã nhận được một cuộc đích thân viếng thăm bởi ban điều hành của Chisso và bị quấy nhiễu bởi những người láng giềng của bà. Bà đã bị mọi người phớt lờ, chiếc thuyền đánh cá của gia đình bà cũng bị tự ý sử dụng, lưới đánh cá cũng bị cắt, và bà đã bị ném phân vào người trên đường phố.
Nhóm tố tụng và những luật sư của họ đã nhận được sự giúp đỡ rất nhiều từ một mạng lưới thông tin toàn quốc gồm các nhóm công dân đã nổi lên trong toàn quốc từ năm 1969. Hội liên hiệp để buộc tội [những bên phải chịu trách nhiệm cho] căn bệnh Minamata (水俣病を告発する会 Minamata-byō o Kokuhatsu Suru Kai?) đã được dùng làm phương tiện để gia tăng nhận thức và gây quỹ cho vụ kiện. Riêng nhóm Kumamoto đã giúp đỡ rất nhiều cho vụ kiện. Vào tháng 9 năm 1969, họ lập ra một Nhóm nghiên cứu cho vụ kiện, bao gồm các giáo sư luật, các nhà khoa học y tế (trong đó có Masazumi Harada), các nhà xã hội học và thậm chí nhà thơ nội trợ Michiko Ishimure để cung cấp những tài liệu quan trọng tới các luật sư để chứng minh cho những luận điểm của họ. Và thực sự, bản báo cáo của họ, mang tên Trách nhiệm mang tính tập thể cho căn bệnh Minamata: Những hành động phạm pháp của Chisso, đã được xuất bản vào tháng 8 năm 1970, làm nền tảng cho thắng lợi cuối cùng của vụ kiện.
Việc xét xử diễn ra gần 4 năm. Các luật sư của nhóm tố tụng đã tìm cách chứng minh sự cẩu thả mang tính tập thể của Chisso. Ba luận điểm pháp lý chính cần phải được vượt qua để có thể thắng được vụ kiện. Thứ nhất, các luật sư phải chỉ ra được rằng thủy ngân metyla đã gây ra căn bệnh Minamata và rằng các xí nghiệp của nhà máy là nguồn gốc gây ra ô nhiễm. Các nghiên cứu tổng quát của trường đại học Kumamoto và kết luận của chính phủ đã chứng tỏ rằng điểm này có thể được chứng minh một cách khá dễ dàng. Thứ nhì, công ty đã có thể, và đã nên nhận định trước được những ảnh hưởng của nước thải của mình? Và họ đã nên tiến hành các bước để ngăn chặn thảm hoạ đó (hay nói cách khác, công ty đã có cẩu thả trong việc thực hiện trách nhiệm quan tâm đúng mức phần vụ của mình (duty of care))? Và thứ ba, các thoả hiệp về "khoản tiền thông cảm" từ năm 1959, dùng để ngăn cấm các bệnh nhân đòi thêm bất kì các khoản bồi thường khác, có là một hợp đồng giao kèo hợp pháp?
Phiên toà đã lắng nghe những bệnh nhân và người nhà của họ, nhưng những lời khai quan trọng nhất lại được đưa ra từ chính ban điều hành và nhân viên của Chisso. Lời khai gay cấn nhất được đưa ra từ Hajime Hosokawa, người đã phát biểu vào ngày 4 tháng 7 năm 1970 từ chính giường bệnh của mình nơi ông đang chết dần vì căn bệnh ung thư. Ông đã trình bày các thí nghiệm của mình với mèo, trong đó có "chú mèo 400" bị mắc bệnh phát bệnh Minamata sau khi bị cho ăn thức ăn có chứa chất thải của nhà máy. Ông cũng đã nói về sự phản đối của ông đối với việc thay đổi đường ống dẫn thải vào năm 1958 từ vịnh Hyakken tới sông Minamata. Lời khai của ông được xác minh thêm từ cộng sự của mình, người đã trình bày các cán bộ của công ty đã bắt họ phải dừng thí nghiệm về mèo lại vào mùa thu năm 1959 như thế nào. Hajime Hosokawa đã chết 3 tháng sau khi ông đưa ra lời khai của mình. Người quản lý xí nghiệp trước đó, Eiichi Nishida cũng đã xác nhận là công ty đã đặt lợi nhuận lên trên sự an toàn, và kết quả là một điều kiện làm việc vô cùng nguy hiểm cùng với sự thiếu cẩn thận đối với thủy ngân. Chủ tịch tiền nhiệm của Chisso, Kiichi Yoshioka đã xác nhận là công ty đã quảng cáo cho một giả thiết về các vụ nổ bomb được thả xuống từ thời đế chiến thứ 2, mặc dù họ biết là điều đó là thiếu cơ sở.
Lời phán quyết đã được đưa ra vào ngày 20 tháng 3 năm 1973 thể hiện sự chiến thắng trọn vẹn của những bệnh nhân và nhóm tố tụng:
"Nhà máy của bên bị cáo là một nhà máy hoá học đứng đầu với những công nghệ tiên tiến nhất và ... đáng nhẽ phải đảm bảo được sự an toàn của nước thải của họ. Bên bị cáo đã có thể phòng ngừa được sự xảy ra của căn bệnh Minamata hoặc chí ít đã có thể kiềm chế được căn bệnh đó ở mức thấp nhất. Chúng tôi không thể thấy bên bị cáo đã có bất cứ hành động xử lý nào thể hiện điều trên cả. Căn cứ cho rằng bên bị cáo đã quá bất cẩn từ đầu cho tới cuối trong việc xả nước thải từ nhà máy acetaldehyde của mình đã được chứng minh rõ ràng. Bị cáo không thể thoát khỏi trách nhiệm pháp lý của mình về sự bất cẩn đó."
Khoản giao kèo số "tiền thông cảm" đã được chứng minh là không có giá trị và bên Chisso đã bị yêu cầu phải trả số khoản tiền một lần là 18 triệu yên ($66,000) cho từng bệnh nhân đã qua đời và 16 triệu tới 18 triệu yên ($59,000 đến $66,000) cho từng bệnh nhân sống sót. Tổng khoản tiền bồi thường lên đến 937 triệu yên (3.4 triệu đô la Mỹ) và trở thành số tiền lớn nhất đã từng được quyết định bởi một toà án của Nhật Bản.

### Cuộc đấu tranh của các bệnh nhân chưa được chứng nhận để được xác nhận
Trong khi các cuộc đấu tranh của các nhóm thoả hiệp và nhóm tố tụng đang diễn ra, thì một nhóm mới gồm những người mắc bệnh Minamata đã xuất hiện. Để được nhận tiền bồi thường theo như thoả hiệp ký kết từ năm 1959, các bệnh nhân phải được thừa nhận bởi một vài các uỷ ban chứng nhận đặc biệt, dựa theo những triệu chứng của họ. Tuy nhiên, đã có một sự ra tay để hạn chế gánh nặng pháp lý và kinh tế lên công ty, những uỷ ban này đã căn cứ theo những cách hiểu chặt chẽ của bệnh Minamata. Họ yêu cầu bệnh nhân phải có tất cả những triệu chứng của hội chứng Hunter-Rusell – một chuẩn mực để chẩn đoán nhiễm độc thủy ngân vào thời gian đó – mà xuất phát từ một tai nạn công nghiệp ở Anh vào năm 1940. Các uỷ ban chỉ xác nhận cho các bệnh nhân thể hiện những triệu chứng đặc biệt của hội chứng xuất phát từ nước Anh, thay vì dựa vào những chẩn đoán của căn bệnh tại Nhật Bản. Điều này đã dẫn tới nhiều người bị từ chối ở các uỷ ban, khiến họ vô cùng bối rối và bất mãn.

## Dịch tễ học
Vào tháng 3 năm 2001, 2,265 nạn nhân đã được chính thức xác nhận (trong đó có 1,784 người đã chết) và hơn 10,000 người đã được nhận khoản trợ cấp kinh tế từ Chisso, mặc dù họ không được xác nhận chính thức là nạn nhân. Để ước lượng được sự ảnh hưởng của bệnh Minamata là rất phức tạp, khi mà một nghiên cứu hoàn chỉnh về dịch tễ học vẫn chưa được tiến hành và những người bệnh chỉ được xác nhận nếu họ tự nguyện nộp hồ sơ tới hội đồng xét duyệt để xin bồi thường. Rất nhiều các nạn nhân của căn bệnh Minamata đã phải đối diện với sự tẩy chay và phân biệt đối xử của cộng đồng địa phương khi họ đứng lên nói về những triệu chứng của mình. Một số sợ căn bệnh có thể lây, và rất nhiều người dân địa phương đã trung thành tuyệt đối với Chiso, do cuộc sống của họ đã phụ thuộc vào công ty. Trong hoàn cảnh đó, những người bị thiệt hại đã ngại khi đứng ra và xin xác nhận. Mặc dù vậy, vẫn có hơn 17,000 người đã nộp hồ sơ cho hội đồng để xin xác nhận. Thêm nữa, khi xác nhận một trường hợp là mắc bệnh Minamata, uỷ ban xác nhận cũng chính thức công nhận bệnh nhân đó được nhận tiền bồi thường từ Chisso. Vì lý do đó, các uỷ ban đã phải chịu sức ép lớn để từ chối những người đưa đơn và hạn chế tối đa gánh nặng tài chính đặt lên Chisso. Thay vì là một uỷ ban xác nhận y tế, những quyết định mà uỷ ban đưa ra đã luôn luôn bị ảnh hưởng bởi các yếu tố kinh tế và chính trị xoay quanh thành phố Minamata và tập đoàn Chisso. Hơn nữa, khoản bồi thường cho các nạn nhân đã dẫn tới một sự xung đột liên tục trong cộng đồng, bao gồm cả những người đứng ra đòi bồi thường khi mà họ không thực sự mắc bệnh. Nói một cách chính xác hơn, những ảnh hưởng trên thực chất là một tội ác "đầu độc", chứ không phải là một "căn bệnh" lâm sàng. Chính cái sự bối rối khó phân biệt được bản chất thực sự của sự việc như vậy vẫn đang diễn ra dưới nhiều hình thức khác nhau mà rất nhiều các "nạn nhân môi trường" trên nhiều quốc gia vẫn đang phải gánh chịu.

## Tác động dân chủ hoá
Theo như Timothy S. George, những cuộc phản đối xung quanh căn bệnh đã thể hiện là trợ giúp cho quá trình dân chủ hoá ở Nhật Bản. Khi mà những trường hợp mắc bệnh đầu tiên được ghi nhận và sau đó bị lấp liếm, những quyền lợi của các nạn nhân đã không được ghi nhận, và họ đã không nhận được bất kì khoản bồi thường nào. Thay vào đó, những nạn nhân đã bị tẩy chay khỏi cộng đồng của họ chỉ vì những ngộ nhận về căn bệnh, khi mà mọi người sợ căn bệnh là lây lan.
Những người bị ảnh hưởng trực tiếp từ sự ô nhiễm của Minamata ban đầu đã không được phép tham gia vào các hành động có thể ảnh hưởng tới tương lai của họ. Những nạn nhân, vốn là các gia đình làng chài, và các công nhân nhà máy đã bị ngăn chặn không cho tranh luận. Tình hình tiến triển hơn khi mà các nạn nhân Minamata đã cuối cùng được cho phép đến gặp mặt để đàm phán về vấn đề đang tồn tại lúc đó. Và kết quả là, sau chiến tranh Nhật Bản đã bước một bước nhỏ tới nền dân chủ.
Thông qua sự tiến triển của tình cảm của cộng đồng, các nạn nhân và những người phản kháng về môi trường đã có thể đạt được chỗ đứng và hành động có hiệu quả hơn trong việc kiện tụng của mình. Sự tham gia của báo chí cũng đã góp phần vào quá trình dân chủ hoá bởi vì nó đã giúp có thêm nhiều người nhận thức được hơn về thực trạng căn bệnh Minamata và sự ô nhiễm môi trường đã gây ra căn bệnh đó.
Mặc dù các cuộc phản kháng môi trường đã thực sự khiến Nhật Bản trở nên dân chủ hoá hơn, nó đã không thể giải phóng Nhật Bản hoàn toàn khỏi hệ thống đã đàn áp những người ngư dân và các nạn nhân của căn bệnh Minamata.

## Xã hội và văn hoá
Toshiko Akiyoshi, bị cảm hoá bởi cảnh ngộ của những làng chài, đã viết một tổ khúc jazz, "Minamata" và đã trở thành bản nhạc chính của album mang tên "sự thấu hiểu" về RCA ban nhạc Toshiko Akiyoshi-Lew Tabackin Big Band vào năm 1976.
Bài hát "Nhà máy Kepone" trong album In God We Trust, Inc. của ban nhạc Dead Kennedys đã nhắc đến thảm hoạ này trong đoạn hợp xướng của mình.
Bài hát "Căn bệnh của những con mèo nhảy múa" do ban nhạc Bush thể hiện trong album "The Science of Things" cũng ám chỉ về thảm hoạ này.

### Truyền thông
Việc chụp ảnh tư liệu về căn bệnh Minamata đã được bắt đầu ngay từ những năm 1960. Một nhiếp ảnh gia đến ngay từ năm 1960 là Shisei Kuwabara,, ngay sau khi tốt nghiệp đại học và trường nhiếp ảnh, và đã công bố những tấm hình của mình ở Weekly Asahi rất sớm từ tháng 5 năm 1960. Cuộc triển lãm đầu tiên của ông về Minamata đã được tổ chức ở Salon ảnh của Fujifim ở Tokyo vào năm 1962, và tác phẩm đầu tiên của hàng loạt các hợp tuyển dài của ông, mang tên "căn bệnh Minamata", đã được xuất bản ở Nhật vào năm 1965. Ông vẫn trở lại Minamata rất nhiều lần kể từ đó.
Tuy nhiên, chính bài tiểu luận bằng ảnh đầy bi thảm của W. Eugene Smith đã khiến cả thế giới chú ý đến căn bệnh Minamata. Người vợ Nhật Bản của ông và ông đã sống ở Minamata từ năm 1971 đến 1973. Bức hình nổi tiếng nhất và ấn tượng nhất của bài tiểu luận, "Tomoko Uemura trong bồn tắm mình" (Tomoko Uemura in Her Bath - 1972) với Ryoko Uemura, ôm người con gái đã bị dị dạng trầm trọng của chính cô, Tomoko, trong một buồng tắm phong cách Nhật Bản. Tomoko đã bị đầu độc bởi thủy ngân metyla ngay từ khi còn trong bụng mẹ. Bức ảnh đã được xuất bản rộng rãi. Nó đã được dựng lên bởi Smith, với sự hợp tác của Ryoko và Tomoko để thể hiện một cách vô cùng ấn tượng những di chứng của căn bệnh. Nó sau này đã bị rút lại khỏi sự lưu hành do yêu cầu của gia đình Tomoko, vì vậy đã hông còn xuất hiện trong những tuyển tập tác phẩm của Smith. Smith và vợ mình đã cống hiến hết mình cho vụ kiện của các nạn nhân của căn bệnh Minamata, theo sát để tư liệu lại những cuộc đấu tranh của họ cho sự thừa nhận và quyền được nhận bồi thường. Chính Smith đã bị tấn công và bị thương nặng bởi các công nhân của Chisso trong một tai nạn ở Goi, thành phố Ichihara, gần Tokyo ngày 7 tháng 1 năm 1972, trong một âm mưu hòng ngăn chặn nhà nhiếp ảnh gia tiếp tục phanh phui vấn đề ra với thế giới. Smith, lúc bấy giờ 54 tuổi, đã sống sót nhưng thị lực của một mắt của ông đã bị huỷ hoại và sức khoẻ của ông đã không bao giờ có thể được phục hồi như xưa cho đến tận khi ông mất vào năm 1978.
Một nhà nhiếp ảnh gia người Nhật Takeshi Ishikawa, người đã trợ giúp Smith ở Minamata, từ khi đó đã tiếp tục triển lãm các tác phẩm của mình để tiếp cung cấp tư liệu về căn bệnh. Những tác phẩm của ông trải dài từ những năm 1971 đến tận bây giờ, với các nạn nhân Minamata là chủ đề chính của ông.
Nhà làm phim tài liệu nổi tiếng người Nhật Noriaki Tsuchimoto đã làm một loạt phim, bắt đầu với bộ phim "Minamata: các nạn nhân và thế giới của họ" (1971), và bao gồm bộ phim "Biển Shiranui" (1975), ghi lại cuộc thảm hoạ và sát cánh bên các nạn nhân trong cuộc chiến của họ chống lại Chisso và chính quyền.

## Ngày nay
Căn bệnh Minamata vẫn là một vấn đề quan trọng trong xã hội Nhật Bản hiện đại. Các vụ kiện chống lại Chisso và chính quyền tỉnh và thành phố vẫn đang được tiếp tục và rất nhiều người cho rằng những phản hồi từ chính quyền cho đến ngày nay vẫn chưa đủ. Trên trang web về "Bao quát lịch sử" của công ty và những trang web khác đều không hề nhắc tới vai trò của họ trong việc làm ô nhiễm nặng ở Minamata và hậu quả đầy chết chóc sau đó. Bản báo cáo thường niên vào năm 2004 của họ không hề đề cập đến khoản tiền tương đương 50 triệu đô la Mỹ (5,820 triệu yên) về "trách nhiệm bồi thường cho căn bệnh Minamata". Từ năm 2000 đến 2003, công ty có báo cáo tổng số tiền bồi thường hơn 170 triệu đô. Các bản kê khai năm 2000 cũng cho thấy chính quyền Nhật Bản và tỉnh Kumamoto đã miễn cho một khoản tiền lớn 560 triệu đô la Mỹ liên quan đến khoản tiền trợ cấp. Cũng trong bản báo cáo các năm 2004 và 2005, họ nhắc đến căn bệnh Minamata như là "căn bệnh của người thợ làm mũ điên", cái tên ám chỉ căn bệnh nhiễm độc thủy ngân mà những người thợ làm mũ gặp phải ở những thế kỉ trước (Mad Hatter)
Một buổi lễ tưởng niệm đã được tổ chức tại Bảo tàng thành phố về căn bệnh Minamata đã được diễn ra vào ngày 1 tháng 5 năm 2006 để kỉ niệm 50 năm kể từ khi chính thức phát hiện ra căn bệnh. Bất chấp thời tiết khắc nghiệt, buổi lễ vẫn được diễn ra với sự tham gia của 600 người, bao gồm cả chủ tịch Chisso Shunkichi Goto, và đại diện từ Bộ Môi trường Yuriko Koike.
Thứ 2 ngày 29 tháng 3 năm 2010, một nhóm gồm 2,123 nạn nhân chưa được xác nhận đã đạt được một sự hoà giải với chính quyền Nhật Bản, chính quyền tỉnh Kumamoto, và tập đoàn Chisso để nhận khoản bồi thường một lần 2.1 triệu yên và tiền trợ cấp y tế hàng tháng.
Hầu hết các bệnh nhân sơ sinh ngày nay đã ở tầm 40, 50 tuổi và sức khoẻ bị ảnh hưởng trầm trọng. Bố mẹ họ, những người duy nhất chăm sóc họ, đã bắt đầu 70, 80 tuổi và đa phần đã mất. Các nạn nhân này thường bị hạn chế trong căn nhà của họ với sự chăm sóc của gia đình, hoàn toàn tách biệt với cộng đồng. Một vài cơ sở cứu tế cho các bệnh nhân đã được thành lập. Một ví dụ điển hình là Nhà Hot (ほっとはうす Hotto Hausu?), một trung tâm đào tạo đặc biệt cho các bệnh nhân bẩm sinh và những người bị dị tật ở khu vực Minamata. Các thành viên nhà Hot cũng tham gia vào nâng cao ý thức về căn bệnh Minamata, họ thường tham gia vào các cuộc hội thảo, semina cũng như thường xuyên tham gia vào các trường tiểu học trong khắp quận Kumamoto.